# Ludovico Ludovisi

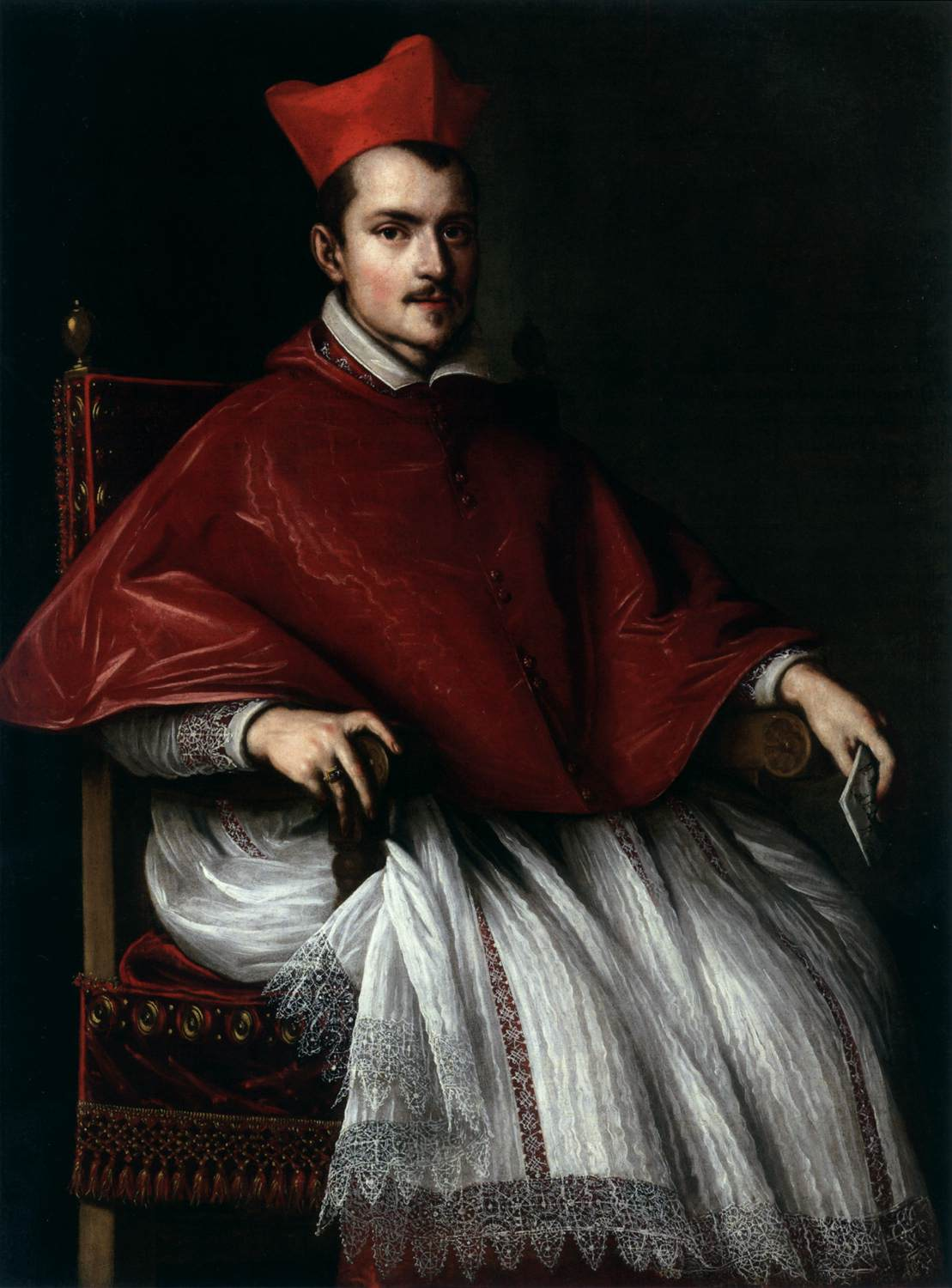
Kardinal Ludovico Ludovisi (Ölgemälde von Ottavio Leoni 1621)

Ludovico Ludovisi (* 27. Oktober 1595 in Bologna; † 18. November 1632 ebenda) war Erzbischof von Bologna und Kardinal.

## Leben und Wirken

Ludovisis Kardinalswappen

Ludovico, das erste von vier Kindern des Orazio Ludovisi und der Lavinia Albergati, die beide dem Bologneser Patriziat entstammten, wurde bereits als Kind bei den Jesuiten am Collegium Romanum zu Rom erzogen und auf eine geistliche Karriere vorbereitet. Nachdem sein Onkel Alessandro Ludovisi im Jahre 1612 zum Erzbischof von Bologna ernannt worden war, ging Ludovico dorthin zurück und studierte Jura. Bereits am 25. Februar 1615 promovierte er zum Doktor beider Rechte und wurde nur wenig später, noch nicht zwanzigjährig, in das Richterkollegium Bolognas aufgenommen und erhielt ein Lektorat an der Universität.
Am 25. September 1616 erhielt er die Pfründe des Erzpriesters der Kirche San Pietro zu Bologna und begleitete ein Jahr darauf seinen mittlerweile zum Kardinal erhobenen Onkel in diplomatischer Mission nach Pavia und Mailand, wo er zu Beginn des Jahres 1618 schwer erkrankte. Am 28. Juni 1618 kehrte er nach Bologna zurück, begab sich jedoch bereits gegen Ende des Jahres 1619 nach Rom, wo er eine kuriale Karriere einschlug.
Seit dem 18. Dezember 1619 als Referendar in der Segnatura di Giustizia tätig, wurde er kurz darauf auch in die Kongregation der Gratia aufgenommen. Im Dezember 1620 konnte er einen Sitz in der wichtigen Kongregation De Bono Regiminis erhalten und am 5. Januar 1621 ernannte ihn Papst Paul V. zum Prälaten der Consulta. Als sein Onkel am 9. Februar 1621 zum Papst gewählt worden war - er gab sich den Namen Gregor XV. - erhob ihn jener am 15. Februar 1621 zum Kardinal und berief ihn zum Kardinalnepoten. Als solcher legte er in den folgenden 29 Monaten ein ausgeprägtes politisches Talent und eine erstaunliche Energie an den Tag, wobei ihm eine überaus reiche Ausstattung mit Ämtern und Pfründen, die ihm sein Onkel verlieh, zustattenkam.
So wurde er unter anderem am 21. Februar 1621 Sopraintendente des Kirchenstaats, am 17. März 1621 Kardinalkämmerer, am 29. März 1623 Erzbischof von Bologna und am 7. Juni 1623 Vizekanzler der Kirche. Seine jährlichen Einnahmen beliefen sich 1632 auf rund 100.000 Scudi. Bereits mit Pontifikatsbeginn seines Onkels bemühte er sich um eine Klientelbasis durch eine strategische Allianz mit dem Hause Aldobrandini, der Familie Papst Clemens VIII. und kam innerhalb von nur drei Monaten zum Ziel. Bereits am 25. April 1621 heiratete seine Schwester Ippolita Gian Giorgio Aldobrandini, der eine Mitgift von 100.000 Scudi und die Rechte eines weltlichen Papstnepoten erhielt. Zugleich wurde Ippolito Aldobrandini, gleichnamiger Großneffe von Papst Clemens VIII., am 19. April 1621 zum Kardinal erhoben. Niccolo Ludovisi, seinen Bruder, versuchte er mit der reichen Erbin Isabella Gesualdo, Principessa di Venosa zu verheiraten. Da deren Besitzungen jedoch im zu Spanien gehörenden Königreich Neapel lagen, war für die Ehe die Zustimmung des spanischen Monarchen nötig, die nach intensiven Verhandlungen von Philipp III. erteilt wurde. Auch politisch suchte er die Anlehnung an Spanien, ohne jedoch die Selbständigkeit des Heiligen Stuhles aufzugeben. Im Deutschen Reich wurde die katholische Liga energisch unterstützt, in der Frage der Kurwürdenübertragung an den bayerischen Herzog agierte die päpstliche Diplomatie unter seiner virtuosen Leitung zugunsten Maximilians von Bayern und hatte, trotz spanischen Widerstands, schließlich Erfolg. Ludovisi setzte sich für die Befreiung des im Tiroler Kloster St. Georgenberg internierten Kardinal Melchior Khlesl ein. Ludovisi und der päpstlichen Diplomatie gelang es, gegen den Widerstand des Kaiserhofes Khlesl nach Rom zu holen, die Freiheit wiederzugeben und zu rehabilitieren.
Nicht weniger erfolgreich waren Ludovisi Verhandlungen zur Beilegung des Veltlin-Konfliktes, bei denen es dem Heiligen Stuhl gelang, eine Vermittlerrolle zwischen den Großmächten Spanien und Frankreich einzunehmen. In religiöser Hinsicht engagierte er sich für den Jesuitenorden, dessen römische Kirche S. Ignazio er finanzierte. Mit der Congregatio de Propaganda Fide wurde am 6. Januar 1622 eine zentrale Institution zur Bündelung der katholischen Missionsbemühungen geschaffen. Von erheblicher Bedeutung war auch die am 15. November 1621 nach Jahrzehnte dauernden Diskussionen beschlossene und durchgesetzte Reform der Papstwahlen, deren Bestimmungen für fast 300 Jahre gültig blieben. Zudem betätigte sich Ludovisi als Kunst- und Kulturmäzen in großem Stil. So gründete der Kardinal im Juni 1621 die Accademia dei Virtuosi, welche sich einem breiten Spektrum wissenschaftlicher Fragen widmete.

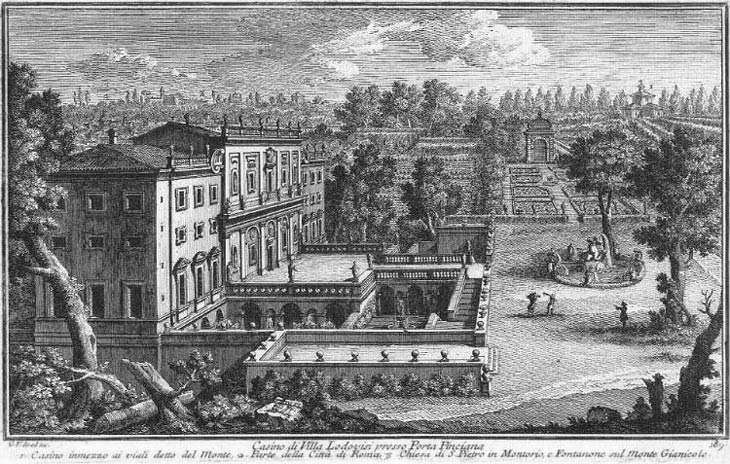
Villa Ludovisi in Rom (1761)

Auf dem Pincio-Hügel in Rom errichtete er mit der Villa Ludovisi einen Höhepunkt der römischen Barockkunst, und auch seine Antiken- und Gemäldesammlung gehörte zu den bedeutendsten ihrer Zeit. 1622 kaufte er die Prachtstücke der Sammlung des Kardinals Federico Cesi an, darunter die berühmte Juno Ludovisi, die dadurch ihren Beinamen erhielt und die er am Eingang seiner Villa aufstellte. Dort stand sie noch, als im 18. Jahrhundert deutsche Dichter und Denker sie zu einer Art Kunstidol erhöhten.
Nach dem Tod Papst Gregors XV. (8. Juli 1623) und der Wahl Papst Urban VIII. blieb er zunächst in Rom, begab sich dann im März 1624 jedoch an seinen Erzbistumssitz Bologna und bemühte sich hier mit Nachdruck um kirchliche Reformmaßnahmen. Das Heilige Jahr 1625 verbrachte er erneut in Rom, wo er am 2. August 1626 den Grundstein für die Jesuitenkirche Sant’Ignazio legte. Unter seiner Schirmherrschaft wurde 1628 das Päpstliche Irische Kolleg in Rom eröffnet.

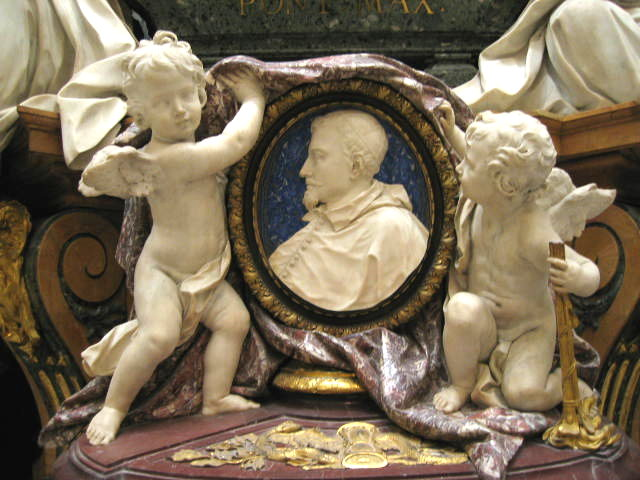
Bildnis des Kardinals Ludovico Ludovisi an seinem Grabmonument von Pierre Le Gros (Rom, Sant’Ignazio)

Doch verschlechterte sich das Verhältnis zwischen dem regierenden Papst Urban VIII. sowie dessen Familie und Ludovisi zusehends, wofür die systembedingte Verdrängung der Ludovisiklienten aus den kurialen Führungspositionen und die frankreichfreundliche Politik des Papstes verantwortlich waren. Während der Borgia-Krise im Frühjahr 1632 gehörte Ludovisi zu den Wortführern der innerkurialen und an Spanien orientierten Opposition. Diese warfen dem Papst eine indirekte Unterstützung der deutschen Protestanten im Dreißigjährigen Krieg vor.
Auf Befehl des Papstes musste er am 27. März 1632 nach Bologna zurückkehren, wo er, der bereits seit früher Jugend an Gicht litt, bereits schwer krank ankam und noch am 18. November 1632 verstarb. Sein Leichnam wurde nach Rom gebracht, wo er zunächst provisorisch in Sant’Ignazio beigesetzt und 1717 in das nach Plänen von Pierre Legros gestaltete Doppelgrabmal für Gregor XV. und seinen Neffen überführt wurde, so wie er es testamentarisch bestimmt hatte.